# Душан Пантић
Душан Пантић (1892 — 1964), доктор економских и политичких наука. Заменик сталног делегата при Међународној дунавској комисији од 26. маја 1931. Опуномоћени делегат у Комисији за режим дунавских вода од 20. маја 1932. Шеф делегације која је у априлу 1932. преговарала са Румунима о успостављању специјалних сервиса на Ђердапу. Вицеконзул  у Марсеју (1924–1926), саветник у Краљевском посланству у Бечу (1932–1933) и генерални конзул у Диселдорфу (1933–1938). Пензионисан је 1938. У влади Драгише Цветковића министар физичког васпитања.